# 白鹿原 (电影)
《白鹿原》(White Deer Plain) 是根据陈忠实所著同名小说改编而成的中国电影，由王全安执导，张丰毅、段奕宏和张雨绮等人主演。本片在几经波折后于2010年9月9日举行启动仪式，9月19日在内蒙古正式开机拍摄，2011年1月30日杀青。
本片是第62屆柏林影展上唯一一部进入主竞赛单元的华语片，並获得柏林影展「摄影艺术奖」。它也是第36屆香港國際電影節的閉幕電影，於2012年4月5日亞洲首映。中国大陆原定于2012年9月13日正式上映，后延期至9月15日。

## 剧情简介
影片以白家和鹿家在白鹿原上几十年争斗的故事为背景，主要表达中国北方农民生存状态中耐人寻味的原生态的个性，同时也展现了历史的厚重、命运的纠葛，以及复杂的人性欲望等内容。

## 演员表
| 演員   | 角色           | 人物简介                                                                       |
| 张丰毅 | 白嘉轩         | 白家主人，族长                                                                 |
| 段奕宏 | 黑娃（鹿兆谦） | 鹿三长子                                                                       |
| 张雨绮 | 田小娥         | 黑娃之妻                                                                       |
| 吳剛   | 鹿子霖         | 乡约，鹿泰恒之子                                                               |
| 刘威   | 鹿三           | 白嘉轩家的长工                                                                 |
| 成泰燊 | 白孝文         | 白嘉轩长子                                                                     |
| 郭涛   | 鹿兆鹏         | 鹿子霖长子                                                                     |
| 李梦   | 白灵           | 白嘉轩长女（導演剪輯版，其餘版本因李梦耍大牌的缘故，导演将白灵整个戏份都删除） |

## 创作
1992年7月，《白鹿原》小说单行本出版一个月后，时任西安电影制片厂厂长吴天明与陈忠实签下授权书，加上编剧芦苇，“三个人满怀热情地准备把这部小说拍成电影”。当年底，某位领导将《白鹿原》与《废都》列為禁拍作品，於是西影厂的计划搁置。
2002年，因时任陕西省省委书记李建国希望“把陕西做成影视大省”，并点名西影厂买下《白鹿原》版权，拍摄预算定为2500万，芦苇任编剧，此时离职的吴天明已不在西影厂领导的导演考虑之中。2004年，芦苇因为喜爱电影《惊蛰》而力荐王全安执导《白鹿原》。芦苇从2004年开始写剧本，七易其稿，最终的第七稿有六万字，剧本内容跟小说一样一直写到了1949年。
电影于2010年9月在陕西开始拍摄，主要拍摄地有内蒙古海拉尔、陕西合阳县以及山西。耗资一亿元人民币、历经一年制作完成。
王全安说：“情欲每个人都很熟悉，但情欲也有是否得体，是否高雅的问题，《白鹿原》就是得体的，高雅的，同时也是强烈的。”
编剧芦苇曾对记者表示：《白鹿原》就是土地魂的赞歌，土地之魂是《白鹿原》的灵魂，它始终在探讨人和土地的关系。白嘉轩和田小娥是土地的象征，所有人物身上都带着土地性格的一个方面。他们在一起的那种复杂感、立体感，谱写出的是人的史诗，更是土地的史诗。

## 上映
影片原定于2012年9月13日上映，但在电影上映前的11日，忽然因“技术原因”取消公映，影片在18日公映，外界推测电影遭遇审查困境，被迫作出调整后上映。
220分钟是导演理想的版本，最终上映的版本是156分钟。王导演解释说，由于发行220分钟的公映版对影院排片和观众观看有一些困难。而主创们又不同意像《赤壁》一样分成上下两部上映，所以选择了更容易看下去的更流畅、节奏更快的156分钟的版本。他希望以后可以出220分钟的导演版DVD，以满足一些人的需求。

## 评价

### 足本
220分钟完整版获得了许多学者、名人的广泛好评和联合推荐，如原著作者陈忠实、中国作家协会主席铁凝、主持人崔永元、陈伟鸿、王小丫、演员姚晨等。2011年8月中旬，原著作者陈忠实在看完3个半小时的初剪版本后表示：影片十分震撼人心，品质大大超出了他的期待。

### 公映版
由于156分钟的公映版本删剪了许多内容，导致电影的后一个半小时的节奏变得支离破碎、拖沓无比和没有高潮段落。一些原著有的剧情也没有交代，这些都使得公映版不能承受“史诗电影”之名。不过前一个小时戏份相当精彩，片中数次出现的即将收割的麦田的全景看得人心旷神怡。一段麦客们演唱秦腔《将令一声震山川》的片段也是片中的一大亮点。一些影评人对公映版所产生的问题表示遗憾和痛惜。
另外在原著中属于副线的田小娥的“爱情”史在影片中成为了故事的主线，删除的大量情节也让许多观众不能完全理解人物和剧情。

## 票房
本片的首周两天票房为2300万元，次周5622万元，为该周票房冠军。至10月21日总票房累计1.33亿元人民币。
| 上一届： 《敢死队2》 | 2012年中国内地一周票房冠军 第38周（9月17日—9月23日） | 下一届： 《太极1从零开始》 |

## 奖项及提名
| 獎項                     | 類別                     | 名字                           | 結果 |
| ------------------------ | ------------------------ | ------------------------------ | ---- |
| 第62屆柏林電影節         | 最佳艺术贡献奖（摄影）   | 盧茨·賴特邁爾(Lutz Reitemeier) | 獲獎 |
| 第八届中美电影节         | 金天使奖优秀影片         | 《白鹿原》                     | 獲獎 |
| 第八届中美电影节         | 最佳导演                 | 王全安                         | 獲獎 |
| 第八届中美电影节         | 最佳女演员               | 张雨绮                         | 獲獎 |
| 第49届金马奖             | 最佳男配角               | 吳剛                           | 提名 |
| 第49届金马奖             | 最佳改编剧本             | 王全安                         | 提名 |
| 第49届金马奖             | 最佳摄影                 | Lutz Reitemeier                | 提名 |
| 第49届金马奖             | 最佳美术设计             | 霍廷霄                         | 提名 |
| 第九届广州大学生电影节   | 最受大学生欢迎电影       | 《白鹿原》                     | 獲獎 |
| 第二十届北京大学生电影节 | 最受大学生欢迎的女演员奖 | 张雨绮                         | 獲獎 |
| 第13屆华语电影传媒大奖   | 最佳男主角               | 张丰毅                         | 提名 |
| 第13屆华语电影传媒大奖   | 最佳男配角               | 吳剛                           | 提名 |
| 第13屆华语电影传媒大奖   | 观众票选最受瞩目男演员   | 段奕宏                         | 獲獎 |
| 第13屆华语电影传媒大奖   | 观众票选最受瞩目女演员   | 张雨绮                         | 提名 |